# Teracotona euprepioides
Teracotona euprepioides là một loài bướm đêm thuộc phân họ Arctiinae, họ Erebidae.